# Otterbein
Otterbein és una població dels Estats Units a l'estat d'Indiana. Segons el cens del 2008 tenia 1.288 habitants.

## Demografia
Segons el cens del 2000, Otterbein tenia 1.312 habitants, 498 habitatges, i 359 famílies. La densitat de població era de 888,7 habitants/km².
Dels 498 habitatges en un 42,4% hi vivien nens de menys de 18 anys, en un 54,2% hi vivien parelles casades, en un 12,2% dones solteres, i en un 27,9% no eren unitats familiars. En el 24,5% dels habitatges hi vivien persones soles l'11,8% de les quals corresponia a persones de 65 anys o més que vivien soles. El nombre mitjà de persones vivint en cada habitatge era de 2,63 i el nombre mitjà de persones que vivien en cada família era de 3,11.
Per edats la població es repartia de la següent manera: un 30,8% tenia menys de 18 anys, un 8,8% entre 18 i 24, un 31,6% entre 25 i 44, un 17,1% de 45 a 60 i un 11,6% 65 anys o més.
L'edat mediana era de 32 anys. Per cada 100 dones de 18 o més anys hi havia 86,8 homes.
La renda mediana per habitatge era de 40.524$ i la renda mediana per família de 45.341$. Els homes tenien una renda mediana de 31.000$ mentre que les dones 20.944$. La renda per capita de la població era de 17.128$. Entorn del 4,8% de les famílies i el 6,9% de la població estaven per davall del llindar de pobresa.

## Poblacions més properes
El següent diagrama mostra les poblacions més properes.